# Терра-Нова (Баия)
Терра-Нова (порт. Terra Nova)  —  муниципалитет в Бразилии, входит в штат Баия. Составная часть мезорегиона Агломерация Салвадор. Входит в экономико-статистический микрорегион Кату. Население составляет 13 340 человек на 2006 год. Занимает площадь 198,626 км². Плотность населения — 67,2 чел./км².
Праздник города —  20 октября.

## История
Город основан 20 октября 1961 года.

## Статистика
- Валовой внутренний продукт на 2003 год составляет 23 722 913,00 реалов (данные: Бразильский институт географии и статистики).
- Валовой внутренний продукт на душу населения на 2003 год составляет 1807,32 реалов (данные: Бразильский институт географии и статистики).
- Индекс развития человеческого потенциала на 2000 год составляет 0,672 (данные: Программа развития ООН).